# Beta-Gletscher
Der Beta-Gletscher ist ein Gletscher auf der Ulu-Halbinsel im Nordwesten der westantarktischen James-Ross-Insel. Er fließt in südöstlicher Richtung in das Torrent Valley westlich der Dinn-Kliffs an der Shrove Cove.
Das UK Antarctic Place-Names Committee benannte ihn 2015 in Anlehnung an die Benennung es nordöstlich benachbarten Alpha-Gletschers.